# Митчелл, Джон (футболист, умер в 1938)
Джон Ми́тчелл (англ. John Mitchell; 1861 — 22 июля 1938) — английский футболист, защитник. Выступал за футбольные клубы «Донкастер Роверс», «Ньютон Хит», «Болтон Уондерерс» и «Хейвуд».

## Биография
Родился в Донкастере, вероятно, в 1861 году. Футбольную карьеру начал в клубе «Донкастер Роверс». 3 октября 1879 года сыграл за клуб на позиции защитника. В 1881 году сделал хет-трик в первом матче сезона 1881/82 против «Сканторп Таун». В 1883 году стал капитаном команды, сменив первого капитана Алберта Дженкинса.
7 февраля 1885 года Митчелл сыграл за «Донкастер Роверс» в матче против клуба «Ньютон Хит». Игра завершилась со счётом 2:2. Вскоре после матча Митчелл перешёл в «Ньютон Хит», устроившись на работу на вагоностроительный завод компании Lancashire and Yorkshire Railway, которая и основала футбольный клуб.
В июле 1888 года перешёл в «Болтон Уондерерс». Клуб стал одним из основателей Футбольной лиги. 8 сентября 1888 года Митчелл дебютировал в Футбольной лиге, выйдя на позиции фулбека в домашней игре против «Дерби Каунти», которая завершилась поражением «Уондерерс» со счётом 3:6. 15 сентября 1888 года сыграл в матче против «Бернли». Больше в Футбольной лиге Митчелл не сыграл.
В октябре 1888 года Митчелл вернулся в «Ньютон Хит», сыграв в товарищеском матче против сборной Канады 6 октября. Выступал за «Ньютон Хит» до 1891 года, сыграв 204 матча (включая товарищеские). В составе «язычников» четыре раза выиграл Большой кубок Манчестера (в 1886, 1888, 1889 и 1890 году). Забил три гола, все — в товарищеских матчах (21 февраля 1885 года против «Гортона», 6 ноября 1886 года против «Блэкберн Олимпик» и 14 сентября 1889 года против «Уиттон Альбион»). В основном выступал на позиции левого фулбека (защитника), но в двух последних сезонах в составе «Ньютон Хит» чаще играл на позиции правого фулбека. Изредка выступал в роли левого или центрального хавбека, ещё реже — в роли нападающего.
В 1891 году стал игроком клуба «Хейвуд». Позднее, в середине 1890-х годов, вернулся в «Донкастер Роверс».
Согласно данным переписи Великобритании 1891 года Митчеллу было 29 лет, он жил в Ньютон-Хит вместе со своей 24-летней женой Бертой и четырёхлетней дочерью Адой. Умер 22 июля 1938 года в Донкастере в возрасте 77 лет. К тому моменту он ослеп на один глаз и был прикован к постели. Он курил, лёжа в своей кровати, и попытался потушить сигарету в мусорном ведре, но случайно бросил её мимо, из-за чего начался пожар и он сгорел заживо.

## Достижения
«Ньютон Хит»
- Обладатель Большого кубка Манчестера: 1885/86, 1887/88, 1888/89, 1889/90